# Brachyglutini
Tribu
Les Brachyglutini forment une tribu de coléoptères de la famille des Staphylinidae et de la sous-famille des Pselaphinae.

## Liste des genres
Les Brachyglutini comprennent notamment les sous-tribus et genres suivants :
- Baradina Park, 1951
  - Euphalepsus Reitter, 1883
  - Phalespoides Raffray, 1890
- Brachyglutina Raffray, 1904
  - Acamaldes Reitter, 1882
  - Achilia Reitter, 1890
  - Achillidia Jeannel, 1962
  - Achilliotes Jeannel, 1962
  - Anabaxis Raffray, 1908
  - Anarmoxys Raffray, 1900
  - Anasidius Jeannel, 1952
  - Anasopsis Raffray, 1904
  - Anchylarthron Brendel, 1887
  - Antipodebaxis Chandler, 2001
  - Arachis Raffray, 1890
  - Asanis Newton & Chandler, 1989
  - Atacamia Franz, 1996
  - Baraxina Raffray, 1896:
  - Batraxis Reitter, 1882
  - Baxyridius Jeannel, 1954
  - Baxyris Jeannel, 1950
  - Berdura Reitter, 1882
  - Booloumba Chandler, 2001
  - Brachygluta Thomson, 1859
  - Braxyda Raffray, 1904
  - Briara Reitter, 1882
  - Briaraxis Brendel, 1894
  - Bryaxella Raffray, 1903
  - Bryaxina Raffray, 1904
  - Bryaxinella Jeannel, 1962
  - Bryaxonoma Raffray, 1898
  - Bundjulung Chandler, 2001
  - Bunoderus Raffray, 1904
  - Byraxorites Jeannel, 1962
  - Bythinogaster Schaufuss, 1887
  - Cryptorhinula Schaufuss, 1887
  - Dicrobiotus Jeannel, 1953
  - Diroptrus Motschulsky, 1858
  - Drasinus Raffray, 1904
  - Ectopocerus Raffray, 1904
  - Ephymata Raffray, 1904
  - Eremomus Raffray, 1904
  - Ergasteriocerus Leleup, 1973
  - Eupifigia Park, 1952
  - Eupinella Raffray, 1908
  - Eupines King, 1866
  - Eupinidius Jeannel, 1952
  - Eupinogitus Broun, 1921
  - Eupinolus Oke, 1928
  - Eupinopsis Raffray, 1897
  - Fagniezia Jeannel, 1950
  - Gastrobothrus Broun, 1882
  - Ghesquierites Jeannel, 1950
  - Globa Raffray, 1887
  - Iluka Chandler, 2001
  - Kieneriella Yin & Hlaváč, 2016
  - Leiochrotella Jeannel, 1954
  - Leiochrotidius Jeannel, 1960
  - Leptachillia Jeannel, 1962
  - Leptorrachis Jeannel, 1961
  - Mallanganee Chandler, 2001
  - Mallecoa Franz, 1996
  - Malleecola Oke, 1926
  - Mangalobythus Tanokuchi, 1989
  - Mitona Raffray, 1904
  - Mundaring Chandler, 2001
  - Nisaxis Casey, 1886
  - Noduliceps Jeannel, 1958
  - Nondulia Newton & Chandler, 1989
  - Obricala Raffray, 1890
  - Paluma Chandler, 2001
  - Panabachia Park, 1942
  - Parachillia Franz, 1996
  - Pedisinops Newton & Chandler 1989
  - Physobryaxis Hetschko, 1913
  - Physoplectus Reitter, 1882
  - Plectrobythus Leleup & Célis, 1969
  - Prosthecarthron Raffray, 1914
  - Pseudachillia Jeannel, 1963
  - Pseudachillidia Franz, 1996
  - Pseudocamaldes Jeannel, 1955
  - Rabyxis Raffray, 1890
  - Raxybis Raffray, 1908
  - Reichenbachella Jeannel, 1950
  - Reichenbachia Leach, 1826
  - Rougemontiella Leleup, 1974
  - Rybaxidia Jeannel, 1962
  - Rybaxis Saulcy, 1876
  - Scalenarthrus LeConte, 1880
  - Silillicus Lucas, 1920
  - Simkinion Park & Pearce, 1962
  - Sogaella Jeannel, 1960
  - Speobaxyris Jeannel, 1950
  - Startes Broun, 1886
  - Storeyella Chandler, 2001
  - Strombopsis Raffray, 1904
  - Tremissus Besuchet, 1982
  - Tribatus Motschulsky, 1851
  - Triomicrus Sharp, 1883
  - Trissemus Jeannel, 1949
  - Vasse Chandler, 2001
  - Wataranka Chandler, 2001
  - Wiangaree Chandler, 2001
  - Wollomombi Chandler, 2001
  - Woodenbong Chandler, 2001
  - Xenobryaxis Jeannel, 1954
  - Xiphobythus Jeannel, 1951
  - Xybarida Raffray, 1897
  - Xybaris Reitter, 1882
- Decarthrina Park, 1951
  - Decarthron Brendel, 1865
  - Euteleia Raffray, 1904
  - Raffrayolus Jakobson, 1914
- Eupseniina Park, 1951
  - Eupsenina Raffray, 1909
  - Eupsenius LeConte, 1849
- Pselaptina Park, 1976
  - Atenisodus Raffray, 1904
  - Caligocara Park, 1945
  - Comatopselaphus Schaufuss, 1882
  - Eutrichites LeConte, 1880
  - Pselaptus LeConte, 1880